# Coccus (insecto)
Coccus es un género de cochinillas escamas en la familia Coccidae. Varias especies tales como Coccus viridis, una importante plaga del café, son plagas relevantes de la agricultura. La especie tipo es Coccus hesperidum Linnaeus.

## Especies
Entre las especies de este género se cuentan:
- Coccus acaciae (Newstead, 1917)[2]
- Coccus bromeliae Bouché, 1833[3]
- Coccus capparidis (Green, 1904)[4]
- Coccus celatus De Lotto, 1960[5]
- Coccus gymnospori (Green, 1908)[6]
- Coccus hesperidum Linnaeus, 1758[7]
- Coccus longulus (Douglas, 1887)[8]
- Coccus penangensis Morrison, 1921[9]
- Coccus pseudelongatus (Brain, 1920)[10]
- Coccus pseudohesperidum (Cockerell, 1895)[11]
- Coccus pseudomagnoliarum (Kuwana, 1914)[12]
- Coccus formicarii (Green, 1896)[13]
- Coccus viridis (Green, 1889)[14]